# Matei Călinescu
Matei Călinescu (n. 15 iunie 1934, București – d. 24 iunie 2009, Bloomington, Indiana, SUA) a fost un critic și teoretician literar român, profesor de literatură comparată la Indiana University din Bloomington. A fost declarat profesor emerit al acestei universități, unde a condus și un centru de Studii Românești, singurul din Statele Unite și a primit foarte mulți doctoranzi din țara natală, care au devenit ulterior profesori la mai multe catedre de Literatură Comparată din Statele Unite ale Americii.

## Biografie
Matei a fost fiul lui Radu Călinescu, inginer, și al Dorei (n. Vulcănescu). Licențiat al Facultății de Filologie, secția engleză, de la Universitatea din București (1957). A fost asistent, apoi lector la Catedra de literatură universală și comparată a Universității din București. A debutat în revista Gazeta literară, cu poezia Odihnă. Plecat din țară anul 1973, cu o bursă Fulbright, a decis să rămână în SUA. Din 1979 devine profesor de literatură comparată la Indiana University din Bloomington, Indiana, Statele Unite ale Americii. Din 2003 a revenit definitiv în România.
A publicat în Statele Unite ale Americii numeroase eseuri și studii de literatură comparată, în reviste ca Partisan Review, World Literature Today, Salmagundi, The Journal of Religion, TheDenver Quarterly, Southeastern Europe, History of European Ideas, Cadmos, Comparative Literature Studies, East European Politics and Societies. După 1989, a revenit în publicistica românească în reviste ca 22, Apostrof, România literară, Steaua. În anul 2003 a publicat la editura Polirom o carte absolut cutremurătoare, intitulată Portretul lui M, un portret biografic al fiului său, Matthew, scris la 40 de zile de la moartea lui, la vârsta de 25 de ani, fiul său fiind suferind de autism și epilepsie. Matei Călinescu însuși s-a stins după o luptă cu o boală necruțătoare la 24 iunie 2009 într-un spital din Bloomington, SUA. Cenușa sa a fost depusă în mormântul familiei sale din Turnul Severin.

## Volume publicate

### Critică și teorie literară
- Titanul și geniul în poezia lui Eminescu, 1964
- Aspecte literare, 1965
- Eseuri critice, 1967
- Eseuri despre literatura modernă, 1970
- Clasicismul european,1971
- Conceptul modern de poezie: de la romantism la avangardă, 1972, ediția a II-a, cu o nouă prefață, editura Paralela 45, Pitești, 2002

### Versuri
- Semn, 1968
- Versuri, 1970
- Umbre de apă, 1972
- Fragmentarium, Editura Dacia, Cluj, 1973
- Tu: elegii și invenții, 2003

### Alte volume publicate în România
- Viața și opiniile lui Zacharias Lichter, 1969; ediția a II-a, București, Editura Eminescu, 1971; ediția a IlI-a, Iași, Polirom, 1995; ediție definitivă, Iași, Polirom, 2004, pentru care a primit Premiul de proză al Uniunii Scriitorilor din România (1969); reedit. Ed. Humanitas, 2016.
- Amintiri în dialog (în colaborare cu Ion Vianu), București, Editura Litera, 1994; ediția a II-a, Iași, Polirom, 1998, ediția a treia, Iași, Polirom, 2005; Ed. Humanitas, 2016.
- Despre Ioan P. Culianu și Mircea Eliade. Amintiri, lecturi, reflecții, Iași, Ed. Polirom, 2000; ediția a II-a, revăzută și adăugită, Iași, Polirom, 2002, pentru care a primit Marele Premiu al Asociației Scriitorilor Profesioniști din România (ASPRO) pe anul 2001.
- Portretul lui M, Iași, Ed. Polirom, 2003; Ed. Humanitas, 2016. În 2008 apare traducerea suedeză a cărții, "En väg genom världen", în 2009 versiunea engleză, "Matthew’s Enigma: A Father’s Portrait of His Autistic Son", iar în 2012 cea spaniolă, "Retrato de M").
- Un fel de jurnal (1973-1981), Iași, Ed. Polirom, 2006.[10][11]
- Postscriptum la Portretul lui M, Editura LiterNet, 2006.
- Mateiu I. Caragiale: recitiri, Cluj, Biblioteca Apostrof, 2003, 160 p., 2nd ed., Cluj-Iași, Apostrof & Polirom, 2007.
- Ionesco: Recherches identitaires, Paris, Oxus, 2005, tradus sub titlul Eugène Ionesco: Teme identitare și existențiale, Iași, Ed. Junimea, 2006, 491 p.

### Editor
- Matei Călinescu, Exploring Postmodernism, (co-edited with D.W. Fokkema), Amsterdam and Philadelphia: <John Benjamins>, 1988, 270 p., Paperback edition, 1990.

Antologii:
- Pot să vă mai enervez cu ceva? Interviuri între vehemență și emoție, coord. de Ovidiu Șimonca - Nicolae Manolescu, Matei Călinescu, Mihai Șora, Matei Vișniec, Antoaneta Ralian, Andrei Pleșu, Andrei Șerban, Livius Ciocârlie, Paul Cornea, Alexandru Paleologu, Gabriela Adameșteanu, Gheorghe Crăciun, Dumitru Țepeneag, Nora Iuga, Gabriel Liiceanu, Gabriela Melinescu, Ștefan Agopian, Mircea Cărtărescu, Neagu Djuvara, Gelu Ionescu, Petru Cimpoeșu, Bujor Nedelcovici, Mircea Horia Simionescu, Victor Rebengiuc, Marcel Iureș;  Ed. Cartier, 2009;
- Cartea cu bunici, coord. de Marius Chivu -  Gabriela Adameșteanu, Radu Afrim, Iulia Alexa, Adriana Babeți, Anamaria Beligan, Adriana Bittel, Ana Blandiana, T. O. Bobe, Lidia Bodea, Emil Brumaru, Alin Buzărin, Alexandru Călinescu, Matei Călinescu, Daniela Chirion, Livius Ciocârlie, Adrian Cioroianu, Alexandru Cizek, Andrei Codrescu, Denisa Comănescu, Radu Cosașu, Dana Deac, Florin Dumitrescu, B. Elvin, Cătălin Dorian Florescu, Filip Florian, Matei Florian, Șerban Foarță, Emilian Galaicu-Păun, Vasile Gârneț, Cristian Geambașu, Dragoș Ghițulete, Cristian Ghinea, Bogdan Ghiu, Stela Giurgeanu, Adela Greceanu, Bogdan Iancu, Nora Iuga, Doina Jela, Alexandra Jivan, Ioan Lăcustă, Florin Lăzărescu, Dan Lungu, Cosmin Manolache, Anca Manolescu, Angela Marinescu, Virgil Mihaiu, Mircea Mihăieș, Călin-Andrei Mihăilescu, Dan C. Mihăilescu, Vintilă Mihăilescu, Ruxandra Mihăilă, Lucian Mîndruță, Adriana Mocca, Cristina Modreanu, Ioan T. Morar, Ioana Morpurgo, Radu Naum, Ioana Nicolaie, Tudor Octavian, Andrei Oișteanu, Radu Paraschivescu, Horia-Roman Patapievici, Dora Pavel, Irina Petraș, Cipriana Petre, Răzvan Petrescu, Marta Petreu, Andrei Pleșu, Ioan Es. Pop, Adina Popescu, Simona Popescu, Radu Pavel Gheo, Tania Radu, Antoaneta Ralian, Ana Maria Sandu, Mircea-Horia Simionescu, Sorin Stoica, Alex Leo Șerban, Robert Șerban, Tia Șerbănescu, Cătălin Ștefănescu, Pavel Șușară, Iulian Tănase, Antoaneta Tănăsescu, Cristian Teodorescu, Lucian Dan Teodorovici, Călin Torsan, Traian Ungureanu, Constanța Vintilă-Ghițulescu, Ciprian Voicilă, Sever Voinescu; Ed. Humanitas, 2007;

### Volume publicate în SUA
- Faces of Modernity: Avant-Garde, Decadence, Kitsch, Indiana University Press, 1987);
- Five Faces of Modernity: Modernism, Avant-Garde, Decadence, Kitsch, Postmodernism, (Duke University Press, 1987); ediția în limba română, Cinci fețe ale modernității: Modernism, Avangarda, Decadența, Kitschul și Postmodernismul, Ed. Univers, 1996
- Rereading (Yale University Press, 1993); ediția românească, A citi, a reciti. Către o poetică a (re)lecturii - cu un capitol inedit despre Mateiu Caragiale, Ed. Polirom, 2002; ediția a II-a, revăzută și adăugită, Ed. Polirom, 2007

## Premii
- 1969: Premiul pentru proză al Uniunii Scriitorilor din România
- 2002: Marele Premiu al ASPRO
- 2003: Premiul AER pentru științe umane
- 2006: Premiul Uniunii Scriitorilor pentru eseu și critică

### Distincții
- Medalia „Meritul Cultural” clasa I (26 septembrie 1966) „pentru merite deosebite în activitatea literară, artistică și de răspîndire a culturii naționale, cu prilejul Centenarului Academiei Republicii Socialiste România”[12]